# ラッキー・レッグス
LUCKY LEGS（ラッキー・レッグス）は、美脚を持つ女性タレントで結成された日本の女性アイドルグループ。2001年8月22日にCDデビュー。
同じコンセプトを持つ2006年7月19日デビューの後継ユニット『SUPER LUCKY LEGS』および『ULTRA LUCKY LEGS』についても、この項目で説明しています。

## LUCKY LEGS
美脚を持つ女性13人と漫画「G-taste」のヴァーチャルキャラクター2人で結成された美脚ユニット。結成初期には相沢真紀(相沢まき)や青木直子も参加していた。2000年7月20日に結成しDVDを発売。同日秋葉原のAKIBAXで初のイベントを行う。
2001年から、NOZOMI、MUTSUMI、MARIKO、MEGUMI、SAYAKA、RIEKO、SATSUKIの7人で活動。
グループ名の名付け親は、作詞家の森雪之丞。2001年8月22日に、デビューシングル『KICK＆KISS』（作曲・高見沢俊彦、作詞・森雪之丞）を発売。同年末には、第52回NHK紅白歌合戦にゲスト出演した。各人の脚には各1億円、総額7億円の傷害保険がかけられていると話題になった。2002年5月には、スーパー耐久2002のイメージソング『LOCK ON!』を発売した。

### 結成時のメンバー
| 名前（別名）                  | 生年月日       | 出身地 | 血液型 | 身長・スリーサイズなど                |
| ----------------------------- | -------------- | ------ | ------ | ------------------------------------- |
| Maki（相沢真紀）              | 1980年4月14日  | 新潟県 | O型    | 168cm・B82 W58 H86                    |
| Yukari（立石ゆかり）          | 1979年5月19日  | 石川県 | O型    | 163cm・B85 W58 H85                    |
| naoko（青木なおこ・青木直子） | 1980年11月8日  | 栃木県 | AB型   | 163cm・B83 W58 H82                    |
| MEGUMI（坂間恵）              | 1976年9月24日  | 東京都 | A型    | 165cm・B82 W56 H86                    |
| Saori（古田さおり）           | 1977年8月30日  | 埼玉県 | B型    | 164cm・B83 W57 H85                    |
| NAO（八木奈緒・八木奈緒子）   | 1976年3月10日  | 千葉県 | B型    | 164cm・B82 W58 H85                    |
| Marie（太田まり映）           | 1976年2月4日   | 愛知県 | AB型   | 168cm・B80 W57 H83                    |
| Yoko（戸田陽子）              | 1978年11月5日  | 山梨県 | AB型   | 170cm・B83 W58 H85                    |
| Yukiko（小倉有希子）          | 1977年8月19日  | 埼玉県 | O型    | 167cm・B86 W58 H87                    |
| Takane（月岡たかね）          | 1979年10月20   | 東京都 | B型    | 167cm・B80 W57 H86                    |
| Misuzu（田中美鈴）            | 1976年10月18日 | 東京都 | B型    | 170cm・B85 W58 H89                    |
| Aki（飯田アキ）               | 4月30日        | ？     | A型    | 165cm・B82 W60 H85                    |
| Satsuki（大澤さつき）         | 1979年6月18日  | 埼玉県 | A型    | 175cm・B83 W60 H85                    |
| Ayaka（漫画「G-taste」）      | 2月29日        | ？     | A型    | 169cm・B87 W59 H90 靴のサイズ：24cm   |
| Mayu（漫画「G-taste」）       | 8月1日         | ？     | B型    | 162cm・B92 W60 H89 靴のサイズ：23.5cm |

### CDデビュー時のメンバー
| 名前（別名）          | 生年月日      | 出身地   | 血液型 | 所属事務所                     |
| --------------------- | ------------- | -------- | ------ | ------------------------------ |
| MEGUMI（坂間恵）      | 1976年9月24日 | 東京都   | A型    | 株式会社マラケ                 |
| SAYAKA（三好さやか）  | 1979年4月30日 | 東京都   | A型    | 株式会社Kit House              |
| RIEKO（かとうりえこ） | 1979年6月7日  | 神奈川県 | AB型   | トゥインクル・コーポレーション |
| MARIKO（長瀬真理子）  | 1982年6月19日 | 東京都   | O型    | 株式会社Kit House              |
| MUTSUMI（川村睦美）   | 1976年2月4日  | 福島県   | B型    | トゥインクル・コーポレーション |
| NOZOMI（京瀬希実）    | 1981年2月5日  | 秋田県   | A型    | 株式会社SUU ENTERTAINMENT      |
| SATSUKI（大澤さつき） | 1979年6月18日 | 埼玉県   | A型    | 株式会社マラケ                 |

## SUPER LUCKY LEGS
2006年7月19日に、庄司祐子と株式会社グッドタイムエンターテイメントに所属する藤井梨花、榊沙羅の計3人で結成。コンセプトは『ゴージャスでセクシー』。同時に誕生した美脚ユニット『ULTRA LUCKY LEGS』の3名と合わせて総額6億円の保険が足に掛けられていると話題になった。その後すぐに、庄司祐子が脱退したため、グッドタイムエンターテイメント所属の後藤梨花が追加メンバーとして加入した。

## ULTRA LUCKY LEGS
2006年7月19日に、ヒートプロモーションに所属する成瀬真尋、一杏樹、広瀬みうの3名で結成。コンセプトは『パワフルでセクシー』。同時に誕生した美脚ユニット『SUPER LUCKY LEGS』の3名と合わせて総額6億円の保険が足に掛けられていると話題になった。

## 競輪
2002年頃、競輪の新賭式導入（Change KEIRIN!）に際して、7人のメンバーを基本に競輪場イベントなどに出演した。同名の別グループかは不明。